# Avidemux
Avidemux est un logiciel libre de montage vidéo linéaire, similaire à VirtualDub, pour les systèmes d'exploitation GNU/Linux, MacOS X et Windows. Il est distribué sous GNU GPL v2 et est intégré, sous le statut « en observation », à la liste 2020 des logiciels libres préconisés par l'État français dans le cadre de sa modernisation.
Avidemux permet à un débutant d'éditer une vidéo puis de l'encoder ou la transcoder dans les principaux formats vidéo disponibles.

## Formats supportés
Avidemux supporte les formats suivants :
| Nom                         | Extension du fichier | En entrée | En sortie |
| --------------------------- | -------------------- | --------- | --------- |
| Audio Video Interleave      | .AVI                 | Oui       | Oui       |
| Advanced Systems Format     | .ASF, .WMV and .WMA  | Oui       | Non       |
| Flash Video                 | .FLV                 | Oui       | Oui       |
| Matroska                    | .MKV                 | Oui       | Oui       |
| WebM                        | .webm                | Oui       | Oui       |
| MPEG elementary stream (en) | NC                   | Oui       | Non       |
| MPEG program stream         | .MPG and .MPEG       | Oui       | Oui       |
| MPEG transport stream       | .TS                  | Oui       | Non       |
| MPEG-4 Part 14              | .MP4                 | Oui       | Oui       |
| NuppelVideo                 | .NUV                 | Oui       | Non       |
| OGG,OGM                     | .OGG/.OGV, .OGM      | Oui       | Oui       |
| QuickTime                   | .MOV                 | Oui       | Non       |
| 3GP                         | .3GP                 | Oui       | Non       |

| Nom                     | En entrée | En sortie |
| ----------------------- | --------- | --------- |
| Cinepak                 | Oui       | Non       |
| DV                      | Oui       | Non       |
| FFV1                    | Oui       | Oui       |
| H.263                   | Oui       | Oui       |
| H.264/MPEG-4 AVC        | Oui       | Oui       |
| H.265/HEVC              | Oui       | Oui       |
| Dirac (codec)           | ?         | ?         |
| HuffYUV                 | Oui       | Oui       |
| MPEG-1                  | Oui       | Oui       |
| MPEG-2                  | Oui       | Oui       |
| MPEG-4 Part 2           | Oui       | Oui       |
| Motion JPEG             | Oui       | Oui       |
| MSMPEG-4 v2             | Oui       | Non       |
| Raw video – RGB         | Oui       | Non       |
| Raw video – YV12        | Oui       | Non       |
| Snow                    | Non       | Oui       |
| Sorenson Video 3 (SVQ3) | Oui       | Non       |
| Theora                  | ?         | ?         |
| Ut Video                | Oui       | Oui       |
| VC-1                    | Oui       | Non       |
| VP3                     | Oui       | Non       |
| VP6                     | Oui       | Non       |
| VP8                     | ?         | Non       |
| VP9                     | Oui       | Oui       |
| Windows Media Video 8   | Oui       | Non       |
| Y800                    | Oui       | Oui       |

| Nom                                        | En entrée | En sortie |
| ------------------------------------------ | --------- | --------- |
| Adaptive Multi-Rate – Narrow Band (AMR-NB) | Oui       | Non       |
| Advanced Audio Coding (AAC)                | Oui       | Oui       |
| AC-3                                       | Oui       | Oui       |
| DTS                                        | Oui       | Non       |
| Linear pulse code modulation (LPCM)        | Non       | Oui       |
| MP2 (en)                                   | Oui       | Oui       |
| MP3                                        | Oui       | Oui       |
| Pulse-code modulation (PCM)                | Non       | Oui       |
| Vorbis                                     | Oui       | Oui       |

| Nom            | Extension du fichier | En entrée | En sortie |
| -------------- | -------------------- | --------- | --------- |
| Windows bitmap | .BMP                 | Oui       | Non       |
| JPEG           | .JPG et .JPEG        | Oui       | Non       |